# Layne Staley

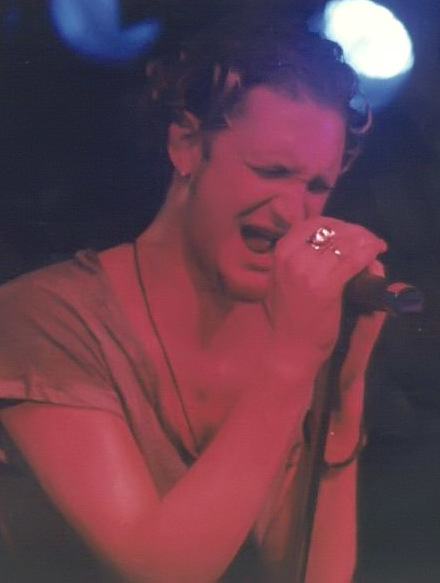
Layne Staley (1992)

Layne Thomas Staley (* 22. August 1967 in Kirkland, Washington als Layne Rutherford Staley; † 5. April 2002 in Seattle, Washington) war ein US-amerikanischer Rocksänger und Songwriter. Er war Frontmann der Gruppen Alice in Chains und Mad Season, für deren Lieder er vielfach die Texte schrieb.

## Leben

### Familiäres Umfeld
Layne Staleys Eltern waren Phil und Nancy Staley (geb. McCallum). Er hatte zwei Schwestern. Zu Beginn der 1970er-Jahre lebte die Familie in Bellevue, einer östlich von Seattle gelegenen Stadt im Bundesstaat Washington. Als Layne Staley sieben Jahre alt war, verließ der betäubungsmittelabhängige Vater die Familie, nach anderen Quellen wurde er aufgrund seiner Sucht ausgestoßen. Staleys Eltern ließen sich daraufhin scheiden. Staley blieb bei seiner Mutter, die wieder heiratete. Layne Staley nahm vorübergehend den Namen seines Stiefvaters an und nannte sich während der gesamten Schulzeit Layne Elmer. Erst als er eine Karriere als Rockmusiker begann, führte er wieder den Namen Layne Staley.
Sein leiblicher Vater, den er über Jahre hinweg nicht sah, blieb eine zentrale Figur in Staleys Leben. Mit 16 Jahren versuchte er erfolglos, seinen Vater zu finden. Eines Tages bekam seine Familie einen Anruf, in dem es hieß, der Vater sei tot, was sich aber als Irrtum herausstellte. Erst in den späten 1980er-Jahren, als Staley durch den Erfolg von Alice in Chains bekannt wurde, meldete sich sein Vater wieder bei ihm. Staley nahm ihn 1991 vorübergehend bei sich auf.
Staley lebte ab 1990 einige Jahre mit der zwei Jahre jüngeren Demri Parrott zusammen. Der Song Love, Hate, Love auf dem Album Facelift, dem ersten Album von Staleys Band Alice in Chains (1990), war ihr gewidmet. Staley und Parrott waren zeitweise verlobt. Die Beziehung brach 1993 oder 1994 auseinander, Staley stand Parrott aber weiterhin sehr nahe. Parrott starb im Oktober 1996, 27-jährig, an den Folgen ihrer Heroinabhängigkeit. Einigen Berichten zufolge bestand bei Staley nach Parrotts Tod Suizidgefahr; er stand vorübergehend unter Überwachung.

### Drogenabhängigkeit
Staley war nahezu während seiner gesamten Zeit als Künstler betäubungsmittelabhängig. Die Sucht wurde angeblich von seinem leiblichen Vater initiiert bzw. gefördert. Staleys Heroinkonsum begann 1991. Ab 1993 beeinflusste seine Abhängigkeit seinen Alltag so sehr, dass die Arbeit der Band darunter litt. Konzerte und Tourneen waren gefährdet und mussten immer öfter abgesagt werden. Zwar begann Staley mehrere Entzugstherapien; keine von ihnen führte aber zum Erfolg. Auch der mit Drogenmissbrauch zusammenhängende Selbstmord Kurt Cobains im April 1994, der Staley kurzfristig aufschreckte, bewirkte keine dauerhafte Änderung seines Konsumverhaltens. Spätestens 1995 war die schwere Abhängigkeit des Sängers auch äußerlich wahrzunehmen, und er leugnete dies nicht, sondern erklärte öffentlich, er gehe durch die Hölle. Bei dem im April 1996 aufgenommenen Unplugged-Konzert trug Staley Handschuhe, um Einstichnarben auf dem Handrücken zu verbergen.
Nach dem Tod seiner ehemaligen Lebensgefährtin Demri Parrott im Herbst 1996 zog sich Staley schließlich nahezu vollständig aus der Öffentlichkeit zurück und gab den Widerstand gegen die Abhängigkeit auf.  Das Musikmagazin Rolling Stone schrieb von einem „selbst auferlegten Exil“ Staleys. Im November 1998 trat er, nach allgemeiner Wahrnehmung in einem erkennbar schlechten Zustand, letztmals öffentlich in Erscheinung.
Staley ging offen mit seiner Betäubungsmittelabhängigkeit um. Er thematisierte Drogen und Abhängigkeit in vielen seiner Lieder. In einem Rolling-Stone-Interview aus dem Februar 1996, das mit Damage done („Der Schaden ist angerichtet“) betitelt war, erklärte Staley:

Drugs worked for me for years, and now they're turning against me — and now I'm walking through hell, and this sucks.

„Drogen haben mir jahrelang geholfen, jetzt wenden sie sich gegen mich. Ich gehe durch die Hölle. Und das kotzt mich an.“

In einem Interview, das Staley angeblich im Dezember 2001 – vier Monate vor seinem Tod – der argentinischen Journalistin Adriana Rubio gab und das Grundlage einer 2003 erschienenen Biografie ist, äußert sich Staley in schwer krankem Zustand über starke Schmerzen, Organversagen und seinen bevorstehenden Tod. Diese Einlassungen werden in zahlreichen jüngeren Artikeln über Staley verarbeitet. Staleys Familie bestreitet allerdings die Authentizität des Interviews und behauptet, die Autorin habe Staley weder gesehen noch mit ihm gesprochen.

## Musikkarriere

### Die Anfänge
Bereits im Kindesalter interessierte sich Staley für Musik und begann Trompete zu spielen, später spielte er Schlagzeug. Als Teenager gründete Staley seine erste Garagenband, die er Sleze nannte. Sleze orientierte sich stilistisch am Glam Rock. Hier betätigte er sich erstmals als Sänger. Nachdem sich Sleze 1986 aufgelöst hatte, gründete Staley zusammen mit Nick Pollock, Johnny Bacolas und James Bergstrom die Band Alice N' Chainz. Bei Proben in einem Musikstudio lernte Staley den Gitarristen Jerry Cantrell kennen, der eine eigene Rockband mit dem Namen Diamond Lie führte. Ihr gehörten der Bassist Mike Starr und der Schlagzeuger Bobby Nesbitt an, der später durch Sean Kinney ersetzt wurde. Diamond Lie war eine lokale Berühmtheit in Seattle. 1987 schloss sich Staley als Sänger der Band Diamond Lie an, die kurz darauf ihren Namen in Alice in Chains änderte.

### Alice in Chains

Alice in Chains

1989 unterschrieb Alice in Chains bei Columbia einen Plattenvertrag, ein Jahr später erschien mit Facelift das erste Album der Band. Es folgte eine zweijährige Phase nahezu ununterbrochener Tourneen: Nachdem die Band bereits Anfang 1991 den US-amerikanischen Teil der Clash-of-the-Titans-Tour mit Slayer, Anthrax und Megadeth eröffnet hatte, tourte sie als Vorgruppe von Megadeth in Europa und begleitete darüber hinaus Extreme, Van Halen, Poison und Iggy Pop als Vorband. Am Ende dieses Jahres hatte Facelift Gold-Status erreicht. Staley war von den Strapazen der Tourneen sehr beansprucht.

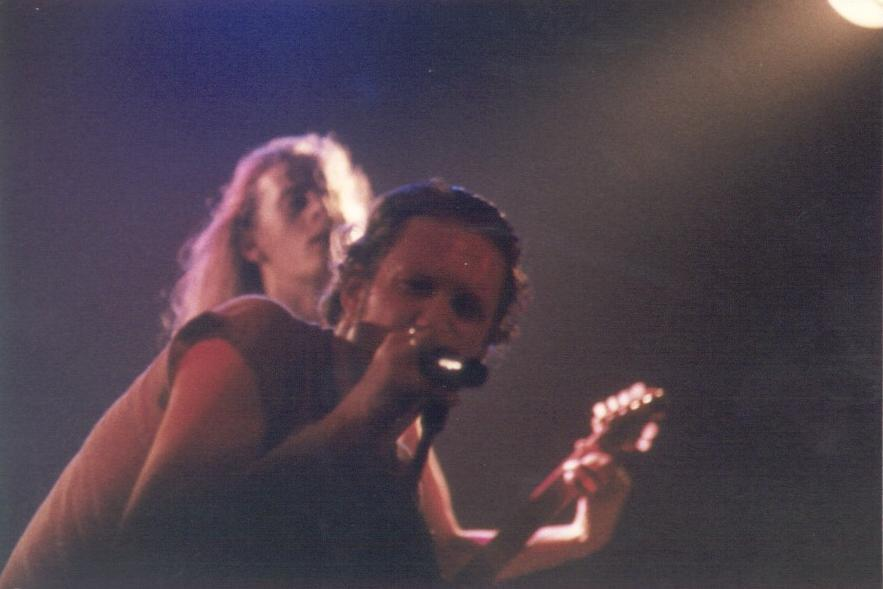
Staley (Vordergrund) und Jerry Cantrell mit Alice in Chains, 1992

Nach dem Album Dirt war Staley auf dem Höhepunkt seiner Karriere. Die EP Jar of Flies war 1994 auf Platz 1 der amerikanischen Albumcharts, während sich die Sucht des Sängers massiv verschlimmerte. Staley fiel immer tiefer in sein Drogenproblem, und so wurde es für Alice in Chains immer schwieriger, Alben aufzunehmen. Ende 1994 trennten sich die Bandmitglieder vorübergehend; Staley betrieb zu dieser Zeit ein eigenes Projekt mit der Bezeichnung Mad Season.
1995 kam Alice in Chains wieder zusammen. Die Band produzierte ein weiteres Album, das sie Alice in Chains nannte. Eine Tournee fand wiederum nicht statt, da weder Staley noch der alkoholabhängige Schlagzeuger Sean Kinney hierzu in der Lage waren. Alice in Chains kehrte jedoch 1996 noch einmal zurück, als sie am 10. April ihren „Unplugged“-Auftritt spielte. Drei Monate später gab Staley mit Alice in Chains in Kansas City sein letztes Konzert. Im Oktober 1998 nahm die Band noch einmal zwei Lieder mit Staley als Sänger auf, die auf einem Best-of-Album erscheinen sollten.

### Mad Season
Mad Season war eine im Oktober 1994 gegründete sogenannte Superband, in der verschiedene Musiker zusammen spielten, die primär in anderen Bands engagiert waren. Zu Mad Season gehörten neben Staley Mike McCready (Gitarre) von Pearl Jam,  Barrett Martin (Schlagzeug) von Screaming Trees und John „Baker“ Saunders (Bass) von den Walkabouts. Die Band war aus einer Jam-Session hervorgegangen. Mad Season spielte nur ein Album (Above) ein, zu dem Staley alle Texte schrieb. Above erreichte in den USA Gold-Status.

### Class of '99
Die Superband Class of '99 war Staleys letztes musikalisches Projekt. Zur Band gehörten Tom Morello von Rage Against The Machine, Stephen Perkins, Martyn LeNoble, Matt Serletic und Layne Staley selbst. Mit dieser Gruppe zusammen nahm Staley im Jahr 1998 seinen letzten Song auf, ein Cover von Pink Floyds Another Brick In The Wall (Parts 1&2). Der Song wurde für den Soundtrack von Robert Rodriguezs Film The Faculty aufgenommen. Zu Part 1 wurde ebenfalls ein Musikvideo gedreht.

### Staleys Lieder
Etwa die Hälfte der Lieder, die Staley für Alice in Chains und Mad Season schrieb, thematisierten Drogenprobleme. Titel wie God Smack oder Junkhead  nahmen ausdrücklich auf Drogen bzw. Abhängigkeit Bezug, und in Junkhead schrieb Staley:

What's my drug of choice? Well what have you got?

„Was ist die Droge meiner Wahl? Nun, was hast du im Angebot?“

Das 1992 erschienene Album Dirt wurde von der Presse als „Tagebuch des Drogenschmerzes“ beschrieben.

## Bedeutung Staleys
Staley gilt vielfach als der neben Chris Cornell bedeutendste Sänger der Grunge-Ära. Für die Zeitung The Guardian war Staley einer der besten Protagonisten des Grunge.
Jerry Cantrell schätzte vor allem Staleys ungewöhnliche Stimme:

It sounded like it came out of a 350-pound biker rather than skinny little Layne. I considered his voice to be my voice.

„Seine Stimme klang, als käme sie von einem 350 Pfund schweren Biker und nicht von dem kleinen dünnen Layne. Für mich war seine Stimme meine Stimme.“

Auch Mike McCready, der Leadgitarrist von Pearl Jam, der 1994 bei Mad Season zusammen mit Staley spielte, bewunderte den Sänger:

He was funny and lucid, and without a doubt he was not reluctant to be a star.

„Er war witzig und aufgeweckt, und ohne Zweifel hatte er keine Probleme damit, ein Star zu sein.“

## Tod und Nachwirken
Staley starb an einer Überdosis Heroin und Kokain (sog. Speedball). Der genaue Todestag ist nicht bekannt. Staleys Leiche wurde am 19. April 2002 in seiner Wohnung in Seattle gefunden, nachdem Staley etwa zwei Wochen lang nicht mehr gesehen worden war. Der Todestag wurde rückwirkend auf den 5. April 2002 festgesetzt, auf den Tag genau acht Jahre nach dem Tod Kurt Cobains. Mike Starr, der ebenfalls drogenabhängige und 2011 verstorbene ehemalige Bassist von Alice in Chains, gilt als die letzte Person, die Staley lebend sah.
Um Layne Staleys zu gedenken, findet jedes Jahr im August ein Benefiz-Konzert in Seattle statt. Ferner wurde 2002 ein Hilfsfonds eingerichtet, der seinen Namen trägt (Layne Staley Fund). Er unterstützt lokale Drogentherapie-Einrichtungen und Drogenberatungsstellen.

## Diskografie
Alice in Chains
- 1990: We Die Young (EP)
- 1990: Facelift
- 1992: Sap (EP)
- 1992: Dirt
- 1994: Jar of Flies (EP)
- 1995: Alice in Chains
- 1996: MTV Unplugged (Live)
- 2000: Live! (Live)

Mad Season
- 1995: Above